# De Vlaamse Gids
De Vlaamse Gids, oorspronkelijk: De Vlaamsche Gids, was een Belgisch Nederlandstalig cultureel tijdschrift dat tussen 1905 en 2000 werd gepubliceerd. Het tijdschrift heeft altijd een liberale strekking gehad. De naam voor De Vlaamse Gids komt van de boodschap van de oprichters; het tijdschrift is geschreven in het 'Vlaams' voor en door Vlamingen. De Vlaamse Gids is ontstaan uit Tijdschrift van het Willemsfonds, gewijd aan letteren, kunsten en wetenschappen dat tussen 1896 en 1905 werd uitgegeven. Met uitzondering van de jaren 1968 tot 1970 was het literaire aandeel in De Vlaamse Gids erg belangrijk. Paul Fredericq, Pol de Mont, Max Rooses en Jozef Vercoullie leidden de hoofdredactie van het tijdschrift in de beginjaren. De complete collectie wordt tegenwoordig bewaard in het Liberaal Archief te Gent.